# Westfield Wheaton
Westfield Wheaton (conocido originalmente como Wheaton Plaza) es un centro comercial techado de dos niveles localizado en Wheaton, Maryland. El centro comercial es operado por The Westfield Group.

## Historia
Wheaton Plaza abrió el 5 de febrero de 1960 con un solo nivel y un centro comercial al aire libre con tiendas anclas como Woodward & Lothrop y Montgomery Ward. Fue considerado como el primer centro comercial regional del área de Washington D. C.. Wheaton Plaza fue el lugar de la desaparición de las hermanas Lyon ocurrida en 1975; su desaparición permanece al 2008 sin resolver. El centro comercial fue cerrado a mediado de los años 1980, y el ala Hecht fue construida en 1987. En 2005, el servicio del túnel debajo del centro comercial fue convertido en espacio comercial, y Macy's abrió una nueva tienda, poco después de que el dueño de Macy's  de Federated Department Stores comprara Hecht's y May Department Stores. La tienda cerró después de que se fusionaron May-Federated merger.

## Anclas
- J.C. Penney
- Target
- Macy's
- Kohl's (apertura en 2008 en lugar de Hecht's/IFL)
- Giant Food
- Office Depot
- Circuit City
- Montgomery Cinema 'N' Drafthouse (apertura verano de 2008)

## Antiguas anclas
- Woodward & Lothrop
- Montgomery Ward
- Hecht's
- IFL Furniture
- Giant Food (trasladada a otra ubicación)